# Deep in Your Love
Deep in Your Love è un singolo del DJ brasiliano Alok e della cantante statunitense Bebe Rexha, pubblicato il 12 gennaio 2024 dalla Alok Music/B1 Recordings.

## Descrizione
Deep in Your Love è un brano dance composto in chiave di Sol maggiore con un tempo di 130 battiti per minuto. È stato scritto dallo stesso dj con la collaborazione di Bebe Rexha, Camden Cox, Ohyes, Ollie Green e Franklin. I crediti di scrittura del brano includono anche Ennio Morricone, in quanto il brano contiene un campionamento di Alla luce del giorno di quest'ultimo. È stato prodotto da Alok, Ohyes, Sebastian Bliem, Franklin e Lawrent.
In merito alla pubblicazione del brano, Alok ha affermato: "Da quando ho incontrato Bebe a uno spettacolo in Romania, è stato un piacere lavorare con lei a Deep in Your Love sia online che mentre era in Brasile. Non vedo l'ora che tutti ascoltino questo nuovo singolo ballabile ed energico e di suonarlo dal vivo sulle piste da ballo di tutto il mondo!". Rexha ha aggiunto: "Lavorare con Alok su questa canzone è stato molto divertente e sono così entusiasta che finalmente tutti possano ascoltarla!".

## Video musicale
In concomitanza con la pubblicazione del brano è stato pubblicato un lyric video sul canale YouTube di Alok.

## Tracce
Download digitale
1. Deep in Your Love – 2:24

Download digitale - Dimitri Vegas & Like Mike, Ben Nicky & Dr Phunk Remix
1. Deep in Your Love - Dimitri Vegas & Like Mike, Ben Nicky & Dr Phunk Remix – 2:17

## Classifiche
| Classifica (2024) | Posizione massima |
| ----------------- | ----------------- |
| Belgio (Fiandre)  | 38                |
| Paesi Bassi       | 57                |
| Regno Unito       | 98                |